# Love (Michael Bublé)
Love è il decimo album in studio del cantante canadese Michael Bublé, pubblicato il 16 novembre 2018.

## Tracce
1. When I Fall in Love – 4:03
2. I Only Have Eyes for You – 3:22
3. Love You Anymore – 3:02
4. La Vie en rose (feat. Cécile McLorin Salvant) – 3:49
5. My Funny Valentine – 4:25
6. Such a Night – 3:17
7. Forever Now – 3:40
8. Help Me Make It Through the Night (feat. Loren Allred) – 3:42
9. Unforgettable – 3:08
10. When You're Smiling – 2:50
11. Where or When – 3:05

Tracce bonus nell'edizione deluxe
1. When You're Not Here – 3:38
2. I Get a Kick Out of You – 2:57

## Classifiche

### Classifiche settimanali
| Classifica (2021) | Posizione massima |
| ----------------- | ----------------- |
| Polonia           | 1                 |

### Classifiche di fine anno
| Classifica (2021) | Posizione |
| ----------------- | --------- |
| Polonia           | 94        |
| Classifica (2022) | Posizione |
| Polonia           | 94        |